# シエラ・バージェスはルーザー
『シエラ・バージェスはルーザー』（原題:Sierra Burgess Is a Loser）は2018年に配信されたアメリカ合衆国のロマンティック・コメディ映画である。監督はイアン・サミュエルズ、主演はシャノン・パーサーが務めた。

## 概略
シエラ・バージェスは頭脳明晰な高校生であったが、容姿に無頓着であったために、級友たちから敗者（ルーザー）呼ばわりされる有様であった。特に、チアリーダーのヴェロニカからは目の敵にされていた。そんなある日、彼女の携帯にメッセージが届いた。送り主は学校一のイケメンとして知られるジェイミーであった。大喜びするシエラだったが、やり取りを重ねるうちにジェイミーがシエラをヴェロニカと勘違いしていることが判明した。
親友のダンからは「すぐに取り違えを指摘するべきだ」と言われたものの、恋愛のチャンスを諦めきれないシエラは一計を案じることにした。勉強を教えることと引き替えにヴェロニカの協力を取り付け、シエラは彼女に成り済ましてジェイミーとのやり取りを続けたのである。2人ははどんどん親密になっていったが、シエラはジェイミーにいつ真実を打ち明けるかで苦悩することになった。

## キャスト
※括弧内は日本語吹き替え声優
- シャノン・パーサー - シエラ・バージェス（織部ゆかり）
- RJ・サイラー - ダン（勝杏里）
- ノア・センティネオ - ジェイミー（小野賢章）
- クリスティン・フローセス - ヴェロニカ（嶋村侑）
- ウィル・ペルツ - スペンス
- リー・トンプソン - ミセス・バージェス
- アラン・ラック - ミスター・バージェス
- クリッシー・メッツ - トリッシュ、ヴェロニカの母親
- アリス・リー - マッケンジー
- グロリア・ウィガム
- メアリー・パット・グリーソン
- ジョーイ・モーガン - トファー

## 製作
2016年9月、ブラック・ラベル・メディアが『シラノ・ド・ベルジュラック』の現代版を製作しており、ベン・ハーディが主役に起用される見込みであると報じられた。12月、RJ・サイラーの出演が決まったとの報道があった。2017年1月5日、シャノン・パーサーがキャスト入りした。6日、クリスティン・フローセスが起用されたと報じられた。27日、ウィル・ペルツが本作に出演するとの報道があった。2017年2月1日、ハーディの出演交渉が不首尾に終わったことを受けて、ノア・センティネオが起用されたと報じられた。14日、アラン・ラックとリー・トンプソンがキャスト入りした。2018年1月18日、Netflixが本作の全世界配信権を購入したと発表した。

### 音楽
本作のサウンドトラックは2018年9月7日に発売される予定である。それに先立つ8月30日には、ベティー・フーが歌う『The Other Side』がシングルカットされた。また、主演のシャノン・パーサーが歌う『Sunflower』も収録されている。

## 評価
本作は批評家から好意的に評価されている。映画批評集積サイトのRotten Tomatoesには26件のレビューがあり、批評家支持率は62%、平均点は10点満点で5.3点となっている。また、Metacriticには14件のレビューがあり、加重平均値は60/100となっている。